# 守谷市立守谷小学校
守谷市立守谷小学校（もりやしりつ もりやしょうがっこう）は、茨城県守谷市本町に所在する市立小学校。創立100年を超え、守谷市内で最も長い歴史を持つ小学校である。

## 概要
守谷市の中心駅である守谷駅の南東、旧城下町守谷の一角に所在する守谷市立の小学校である。
1873年（明治6年）の糺学校発足からの流れを汲んでおり、糺学校時代は守谷町及び奥山新田、辰新田（現:守谷市本町の一部）、小山村、旧徳入学校の学区となっていた赤法花村、同地村（現:守谷市）、市之代村（現:取手市）を学区としていた。設立当初は弐十五番屋敷｢糺嶺庵｣に設置され、坪数25坪、畳数50畳となっていた。

## 沿革
- 1873年（明治6年） - 第三十四番徳入学校、第三十糺学校が設立。設立まもなく徳入学校は西林寺を仮教場とした糺学校に吸収。愛宕（現在の本町字愛宕）に分校の奥山学校、市之代（現在の取手市市之代）に西前分校を設置。
- 1874年（明治7年）11月 - 上町の雲天寺に移し、中山学校と称する。
- 1875年（明治8年） - 守谷町字仲町（現在の本町字仲町）に校舎を新築。同時に守谷小学校に改称。
- 1877年（明治10年） - 高野小学校と合併。
- 1889年（明治22年） - 高野小学校を分離。
- 1890年（明治23年） - 守谷尋常小学校に改称。
- 1911年（明治44年） - 守谷町守谷尋常高等小学校に改称。
- 1941年（昭和16年） - 守谷町守谷国民学校に改称。
- 1947年（昭和22年） - 守谷町立守谷小学校に改称。
- 1983年（昭和58年） - 学区内の人口増加の為、郷州小学校を当校から分離。
- 1994年（平成6年） - 学区内の人口増加の為、松ケ丘小学校を当校と高野小学校から分離。
- 2002年（平成14年） - 市制施行により、守谷市立守谷小学校に改称。
- 2012年（平成24年） - 校舎新築

## 教育目標
『進んで学び、心豊かで、たくましい児童の育成』

## 学区
- 守谷市
  - 赤法花
  - 中央三丁目の全域
  - 同地
  - ひがし野一丁目～三丁目
  - 中央二丁目の一部
  - 本町の一部
  - 松並のほぼ全域

当小学校を卒業し、市立中学校に進学する場合の進学先は、愛宕中学校となる。当校は守谷市の旧市街地にありながらも、再開発中の中央地区東部、新興住宅地のひがし野を学区に含んでおり、最も歴史がある一方、最も新しい街を学区に含んでいる。

## 交通
- 首都圏新都市鉄道つくばエクスプレス守谷駅徒歩7分
- 関東鉄道バス・｢保健センター前｣下車徒歩2分